# Кузнецова, Людмила Сергеевна
Людмила Сергеевна Кузнецова (13 января 1977) — белорусская футболистка, полузащитник и нападающая.

## Биография
Начинала карьеру в клубах Белоруссии, в частности в составе «Бобруйчанки» принимала участие в матчах Кубка УЕФА в 2001 году.
В высшей лиге России выступала за клубы «Энергетик-КМВ» (Кисловодск), «Лада» (Тольятти), «Рязань-ВДВ», «Измайлово» (Москва). В 2004 году в составе «Лады» стала чемпионкой России. В 2005 году с 11 забитыми голами и в 2006 году с 9 мячами входила в топ-10 списка бомбардиров чемпионата страны. В 2007 году, выступая за «Измайлово», стала лучшим бомбардиром своего клуба с 7 голами.
В 2008 году вернулась в состав «Бобруйчанки», а в 2009 году перешла в клуб «Минчанка-БГПУ». В сезоне 2010 года забила три гола в чемпионате Белоруссии. Первые голы в сезоне забила 17 апреля в матче против клуба «Молодечно», отличившись дублем. По ходу сезона перешла в «Викторию» из Вороново. В том же году завершила карьеру, но год спустя возобновила её в составе «Бобручанки».
Выступала за сборную Белоруссии.